# Wotton
Wotton is een civil parish in het bestuurlijke gebied Mole Valley, in het Engelse graafschap Surrey met 583 inwoners.